# Salut en budo
Pour un article plus général, voir Salut en art martial.
Dans tous les arts martiaux, le salut a une importance particulière : il marque le respect réciproque des partenaires ou adversaires. Dans les budo, (arts martiaux japonais), le salut, ou rei, obéit à des règles particulières.
On distingue le salut debout, ou ritsurei, et le salut assis, ou zarei, assis signifiant à genoux dans la position dite « seiza ».

## Salut debout (ritsu-rei)
Le salut se fait en position debout (shizentai), le regard en direction de l'endroit où se trouve la personne à saluer. Le buste est incliné vers l'avant d'environ 30° en maintenant le dos droit, avant de reprendre la position debout. La profondeur du salut dépend de l'occasion. Dans tous les cas, il convient de garder le dos droit, en particulier au niveau de la nuque. La direction du regard joue un grand rôle pour différencier le type de salut. Il convient en général de garder le regard à l'horizontale, en direction du partenaire ou de l'enseignant, sauf dans le cas d'un salut au kamiza où celui d'une personne que l'on tiendrait à honorer particulièrement. Traditionnellement, la position des mains diffère selon les sexes. Les femmes saluent en laissant les mains glisser vers leurs genoux, alors que les hommes saluent les mains le long du corps.
En judo, hommes et femmes saluent en laissant les mains glisser vers leurs genoux.

## Salut assis (za-rei)

Musubi-dachi.

- Se tenir pieds joints, ouverture à 45°, posture droite, regard portant devant soi, bras alignés le long du corps, dos des mains légèrement orienté devant soi (musubi-dachi). Sans déplacer les appuis ni les mains, plier les genoux en orientant le genou gauche vers l'avant pour établir le premier contact avec le sol.

- Ramener l'autre genou à une distance d'environ deux poings fermés du premier, un poing pour les femmes, pieds en appui sur les orteils, puis sur les chevilles. Prendre appui en se redressant, regard toujours tourné vers l'avant. Les mains sont naturellement placées en haut des cuisses, légèrement orientées vers l'avant, sans prendre appui. Épaules relâchées, coudes près du corps (position seiza).

- Glisser la main gauche vers le sol pour la placer devant soi, pouce ouvert. Placer la main droite à côté de façon à dessiner une sorte de triangle, symbolisant l'unité et l'équilibre.

- Incliner le buste sans relever le bas du corps de façon à placer le visage au cœur du triangle formé par les mains, regard baissé en signe de confiance. La main droite revient ensuite la première. L'ordre à respecter pour les mains est le même que pour les genoux, il correspond à la possibilité de dégainer un sabre.

Il existe d'autres formes de salut à genoux :
- en judo, les deux mains vont ensemble au sol. Ceci est justifié par l'absence d'armes dans la pratique courante ;
- dans le koshiki-no-kata en judo, les deux partenaires sont censés porter une armure de samouraï, aussi le salut se fait-il en « pont », c'est-à-dire en se mettant en position quadrupédique à partir de la position haute à genoux (kiza).

## Différents saluts au long des cours
Chaque salut possède une signification propre, détaillée ci-dessous.
1. Avant le cours :
  1. Salut au dōjō : il se fait en entrant dans la salle de pratique, en direction du kamiza. C'est un salut debout normal, le buste s'inclinant d'à peu près 30 degrés. On évite en général de beaucoup le marquer, afin de ne pas bloquer trop longtemps le passage. Par ce salut, le pratiquant marque l'idée qu'il entre dans un espace régi par des règles différentes de celles de l'extérieur (la hiérarchie dans le dōjō est différente de la hiérarchie sociale habituelle), et qu'il accepte de se conformer à ces règles.
  2. Salut au tatami : il se réalise au moment de l'entrée sur le tatami. C'est habituellement un salut à genoux profond, le dos s'inclinant à l'horizontale. Il ne faut pas oublier ensuite de ranger convenablement ses zori (les nu-pieds). Ce salut souligne à nouveau l'entrée dans un espace aux règles particulières. Sur le tatami, le pratiquant va en effet s'autoriser des choses (attaques, contact physique, projection) qu'il ne permettrait pas à autrui hors du cadre du tatami.
2. Début du cours : le professeur signale le début du cours par deux saluts :
  1. Salut au kamiza : habituellement le salut le plus profond du cours, on peut le faire en baissant le regard, le dos devant néanmoins rester droit. Il exprime la gratitude du pratiquant à l'égard du fondateur de l'art martial pratiqué ainsi qu'à l'égard de l'ensemble des enseignants qui ont permis la dissémination de cet art dans le monde.
  2. Salut aux instructeurs : si des instructeurs sont présents pour seconder l'enseignant, ce dernier va alors les saluer. Les élèves ne sont pas supposés prendre part à ce salut.
  3. Salut à l'enseignant : toujours un salut à genoux, il se fait en inclinant le buste de 75°. Ce sont normalement les élèves qui initient le salut. Par déférence, il est possible de baisser légèrement le regard. Ce salut exprime la gratitude vis-à-vis du travail de l'enseignant ainsi qu'une reconnaissance de sa position particulière d'autorité dans le cadre du cours.
3. Déroulement du cours :
  1. Début d'une pratique : lorsque l'enseignant donne le signal de pratiquer avec un partenaire, le pratiquant va saluer un de ses partenaires. Ce salut se fait debout si la technique se pratique debout, à genoux dans les autres cas. Dans tous les cas, les saluts doivent être symétriques (si le partenaire salue à genoux, il convient de mettre à genoux pour rendre le salut). S'il s'agit d'un salut debout, il est identique au salut à l'entrée dans le dōjō. À genoux, il est moins profond que celui à l'enseignant. Dans les deux cas, le regard ne quitte pas le partenaire. La différence d'ancienneté peut éventuellement se marquer par une différence de profondeur dans le salut. Selon les dōjōs, la coutume peut être que les pratiquants les plus récents doivent aller demander aux plus anciens de travailler avec eux, ou attendre que ces derniers se proposent d'eux-mêmes. Ce salut initial, de même que celui à l'enseignant, est parfois accompagné d'un onegaishimasu (お願いします?) ou d'un « s'il te plaît ». Les Anglo-Saxons utilisent plus volontiers l'expression japonaise.
  2. Intervention de l'enseignant : il n'est pas rare que l'enseignant interrompe deux partenaires pour éclaircir un point. Il le fera généralement en accompagnant son interruption d'un petit salut, qui lui sera rendu par les élèves. La fin de son intervention sera de même marquée par un échange de saluts ; elle est parfois accompagnée d'un ouss ou « merci ».
  3. Fin d'une pratique : quand l'enseignant signale la fin d'une séquence de pratique, les partenaires se saluent de même qu'au départ. Dans certains dōjōs, les partenaires se saluent à chaque changement de rôle entre tori et uke. Ce salut est parfois marqué d'un « domo arigato gozaimashita » (どうも ありがとう ございました?) ou d'un « merci beaucoup ».
4. Fin du cours : la fin du cours est marquée par les mêmes saluts que le début :
  1. Salut au kamiza,
  2. Salut de l'enseignant aux instructeurs,
  3. Salut à l'enseignant, pour le remercier de sa peine,
  4. Dans certains dōjōs, on va alors remercier individuellement tous les partenaires avec lesquels on a pratiqué lors du cours,
5. Après le cours :
  1. Salut au tatami au moment d'en sortir
  2. Salut au dōjō lorsqu'on en sort, marquant la sortie de cet espace et le retour aux règles sociales habituelles.